# نوآزی لو سک
شهر نوآزی لو سک (به فرانسوی: نوآزی لو سک) در شهرستان سن-سن-دنی در ناحیه ایل-دو-فرانس با جمعیت ۳۸٬۵۸۷ نفر در کشور فرانسه واقع شده‌است